# ISO/CEI 15504
ISO/CEI 15504 (appelé également SPICE pour Software Process Improvement and Capability dEtermination) est une norme ISO qui fournit un cadre pour l'évaluation des processus d'une organisation. Ce cadre peut être utilisé par des organisations impliquées dans la planification, la gestion, le suivi, le contrôle, et l'amélioration de l'acquisition, de la fourniture, du développement, de la mise en œuvre, de l'évolution et du soutien de produits et services.
La série de normes ISO/CEI 15504 est remplacée progressivement depuis 2015 par les normes ISO/CEI 33001 et suivantes.

## Origine
La norme ISO/CEI 15504 est le modèle de référence pour les modèles de maturité (consistant en des niveaux de capacité qui, à leur tour, consistent en des attributs de processus et consistent en des pratiques génériques) par rapport auxquels les évaluateurs peuvent placer les preuves qu'ils recueillent pendant leur évaluation. Cette démarche permet aux évaluateurs de déterminer de manière globale les capacités de l'organisation à fournir les produits (logiciels, systèmes et services).
Les points clés de cette norme sont l'amélioration des processus dans l'organisation et la détermination de la capacité du procédé.

## Modèle d’évaluation et amélioration des processus
Une organisation mettant en œuvre des processus d'ingénierie du logiciel reproduit de façon plus ou moins identique, d'un point de vue macroscopique, l'enchaînement des tâches nécessaires à la réalisation de ses projets. Les évaluations font l'objet de nombreuses collectes d’informations. Elles dépendent de l’objectif de l'évaluation mais elles contiennent :
- Une description des modalités de mises en œuvre des processus évalués
- Un état des forces et des bonnes pratiques
- Une identification de leurs points faibles (sur lequel il faudra se concentrer pour améliorer les processus)
- Une dimension « processus » qui identifie une quarantaine d'activités majeures
- Une dimension « aptitude » qui propose des modalités génériques de mise en œuvre et de management de ces processus, selon une hiérarchie décrite en termes de niveaux d'aptitude.

### La dimension processus
La Norme internationale (SI) définit les exigences des modèles de référence de processus (PRM) avec lesquels les processus sont décrits, ainsi que les modèles d'évaluation de processus (PAM) qui contiennent sur cette base des critères et méthodes d'évaluation pour ces processus. De cette façon, ni les processus contraignants ni les critères d'évaluation ne sont définis, mais seulement les exigences de base pour de tels modèles sont décrites. La partie 5 du SI définit un tel PAM sur la base des processus ISO/CEI 12207 encore développés dans le cycle de vie du logiciel (en tant que PRM).
La dimension processus du modèle comprend 5 catégories de processus, composées respectivement de 4 à 10 processus :
- Client-fournisseur : Elle regroupe des processus mis en œuvre par un acquéreur pour identifier son besoin, pour sélectionner son fournisseur et recevoir la fourniture. Du point de vue du fournisseur, cette catégorie comprend les activités nécessaires à la fourniture, à la mise en service, à l’exploitation et au support de l’utilisateur

- Ingénierie : Cette catégorie comprend les activités de développement d’un logiciel, dans le cadre de son environnement système, à partir de la phase de définition jusqu’à la phase de maintenance.

- Support : Elle regroupe les processus permettant la mise en œuvre dans le cadre d’un autre processus comme les processus de documentation ou bien de gestion de configuration.

- Management : Cette catégorie contient les processus caractéristiques des activités de management, en particulier les activités de management de projet et de gestion de la qualité et de management des risques.

- Organisation : Cette catégorie contient des processus adressant la globalité de l’organisation et non plus le niveau projet.

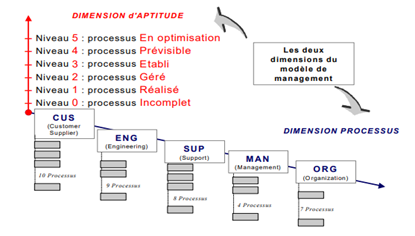

#### Niveaux de capacité et attributs des processus
Le niveau de capacité de la dimension est établi à partir des 6 degrés suivants :
- Niveau 0 : Processus incomplet, soit le processus n’est pas réalisé, soit il n’atteint que partiellement son objectif ;
- Niveau 1 : Processus réalisé, il est mis en œuvre et les objectifs sont atteints ;
- Niveau 2 : Processus géré, sa mise en œuvre est planifiée, surveillée et ajustée ;
- Niveau 3 : Processus établi, il se base sur des pratiques documentées et est capable de répondre à ses objectifs ;
- Niveau 4 : Processus prévisible, sa mise en œuvre est conditionnée par des objectifs de performance définis, il se base sur une approche quantitative ;
- Niveau 5 : Processus en optimisation, pour atteindre les objectifs actuels et futurs, il est constamment amélioré.

La capacité des processus est mesurée à l'aide d'attributs de processus. La norme internationale recense neuf attributs de processus :
- 1.1 Performance du processus ;
- 2.1 Gestion du rendement ;
- 2.2 Gestion du produit du travail ;
- 3.1 Définition du processus ;
- 3.2 Déploiement des processus ;
- 4.1 Mesure de processus ;
- 4.2 Contrôle du processus ;
- 5.1 Innovation des procédés ;
- 5.2 Optimisation des procédés.

Chaque attribut du processus est décrit par les activités de gestion initiales affectées à ce dernier. Il sert à évaluer les processus et le niveau de capacité est déterminé individuellement pour chaque processus. Pendant l’évaluation, des preuves objectives doivent être fournies pour démontrer que les exigences sont respectées au niveau approprié. Cette démarche s’appuie, par exemple, au moyen de produits de travail, qui émergent comme des résultats des processus ou bien par des déclarations d’exécutants du processus lors des entretiens.
Dans l'ensemble des processus analysés, il en résulte un profil forces-faiblesses à partir duquel des potentiels d'amélioration peuvent être identifiés. Les descriptions du degré de maturité supérieur suivant montrent les possibilités d'amélioration des processus. Cette norme requiert la mise en place d’une échelle de cotation. Les attributs de chaque processus sont évalués sur échelle de cotation décomposée en quatre points. Les valeurs de cotation sont fonction du pourcentage d’atteinte des attributs :
- N : Non mis en œuvre (0-15 %)
- P : Partiellement mis en œuvre (>15-50 %)
- L : Largement mis en œuvre (>50-85 %)
- F : pleinement (Fully) mis en œuvre (>85 %)

Ainsi ce système de cotation permettra de positionner un processus à son niveau de capacité.

## Composants de l'ISO/CEI 15504
En 2015, la norme se composait de 10 parties. Mais seule la deuxième partie est normative. Les autres parties n'ont qu'un caractère d'illustration, d'exemplarité et d'information. La norme ISO/IEC 15504 "Technologies de l'information - Evaluation des processus" comprend dix parties. Les parties 1 à 6 représentent la norme (IS - Norme internationale) ; les parties 7 à 10 sont des suppléments (TR - Rapport technique ou TS - Spécification technique).
- ISO/IEC 15504-1:2004 - Partie 1 : Concept et vocabulaire - introduction générale en ce qui concerne la notion d'évaluation des processus et glossaire de la terminologie relative à l'évaluation. Retirée en 2015.

- ISO/CEI 15504-2:2003 - Partie 2 : Réalisation d'une évaluation - Les exigences minimales pour réaliser une évaluation afin d'obtenir des évaluations cohérentes et répétables ; la partie 2 est le noyau (normatif) de la norme, les autres ont un caractère plus interprétatif. Retirée en 2015.

- ISO/CEI 15504-3:2004 - Partie 3 : Lignes directrices pour l'exécution des évaluations - Guide d'interprétation des évaluations.  Retirée en 2017.

- ISO/CEI 15504-4:2004 - Partie 4 :Ce sont les  lignes directrices pour l'application de l'amélioration et de  l'évaluation des processus .

- ISO/CEI 15504-5:2012 - Partie 5 : Exemple d'un modèle d'évaluation de processus - Exemple d'un modèle d'évaluation de processus pour effectuer des évaluations conformément aux exigences énoncées dans la partie 2.

- ISO/CEI TR 15504-6:2008 - Partie 6 : Un modèle exemplaire d'évaluation du cycle de vie d'un système - Basé sur l'exigence PAM des processus du cycle de vie d'un système dans ISO/CEI 15504-2, des directives exemplaires sont fournies dans cette partie.

Cette partie décrit également la structure générale du PAM et la dimension capacitaire des normes ISO/CEI 15288 et ISO/CEI 15504-2, respectivement.
Cette partie fournit également des descriptions détaillées des produits de travail et des étapes pour définir des indicateurs d'évaluation supplémentaires.
- ISO/CEI TR 15504-7:2008 - Partie 7 : Évaluation de la maturité organisationnelle - La maturité organisationnelle concerne le degré auquel l'organisation met en œuvre des processus pour atteindre ses objectifs commerciaux dans un cadre défini. La norme ISO/CEI 15504-7:2008 définit les conditions d'évaluation de la maturité organisationnelle et fournit un cadre qui aide à réaliser des évaluations de la maturité organisationnelle.  Retirée en 2015.

- ISO/CEI TS 15504-8 - Partie 8 : Un modèle exemplaire d'évaluation des processus pour la gestion des services informatiques

Cette spécification technique (TS) est une version préliminaire d'un modèle d'évaluation des processus de la norme.
Les processus fondamentaux sont conformes à ISO/IEC 20000.
Il est ainsi possible d'évaluer un niveau de capacité pour ces processus individuels et un niveau de maturité organisationnelle.
- ISO/CEI TS 15504-9:2011 - Partie 9 : Profils de processus cibles

Cette spécification technique (TS) est une version préliminaire de la norme qui décrit les profils de processus cible
- ISO/CEI TS 15504-10:2011 - Partie 10 : Extension de sécurité - Cette spécification technique (TS) est une version préliminaire de la norme couvrant les questions de sécurité.

Les évaluations des processus sont effectuées à l'aide du modèle bidimensionnel de référence et d'évaluation. En ce qui concerne la "dimension processus", celle-ci sert d'une part à identifier et sélectionner les processus et d’autre part à examiner l'évaluation. En revanche la "dimension aptitude " sert à déterminer et évaluer la capacité respective à exécuter un processus.
Dans l'évaluation, il faut faire une distinction entre la capacité d'exécuter un processus et la capacité pour une organisation ou pour l'interaction de plusieurs processus.
La première étape consiste à disposer d’un modèle de processus. Ce type de modèle ne propose pas d’approche particulière pour permettre son utilisation. L’utilisateur du modèle, un manager par exemple doit développer de son gré le schéma d’utilisation ainsi que les modalités d’implémentation.
Si l’on ajoute une deuxième dimension au modèle de processus, un modèle de management des processus peut être alors établi pour effectuer la description des activités composantes des processus, dans le but de maîtriser et d’améliorer l’ingénierie du logiciel. La maîtrise de ces processus implique un management dans la description des activités constitutives de l’organisation des acteurs concernés et d’identification des ressources nécessaires.
Dans le cadre de l’évaluation, les évaluateurs doivent détenir des compétences fondamentales pour justifier une évaluation de qualité:
- Des qualités personnelles incluant la communication
- Une expérience et une formation adéquate
- Des compétences spécifiques pour des catégories particulières comme la gestion
- Une formation dans l’évaluation de la capacité logicielle

L’objectif majeur de la modélisation des processus est de contribuer à d’assurer la maîtrise. Des
processus maîtrisés, et donc gérés, permettent en effet :
- d’optimiser l’utilisation des ressources de l’organisation ;

- de piloter les tâches réalisées au sein de l’organisation sur la base de données objectives et

quantitatives ;
- d’obtenir des "produits" de meilleure qualité (avec moins de défauts), fournis selon des échéances plus précises et mieux respectées ;

- de soutenir une dynamique d’amélioration de la qualité progressive, continue et cohérente.

Dans le cadre de l’amélioration des processus, il est utilisé la technique de l'évaluation du niveau d’aptitude pour diagnostiquer l’état courant des pratiques de l’organisation et conduire la dynamique d’amélioration. Cette dernière permet l’estimation du niveau de maîtrise des processus d’ingénierie du logiciel et correspond à l’un des outils de mise en œuvre de la stratégie d’amélioration de la qualité.
L’amélioration des processus (de la qualité) utilise notamment la technique d’évaluation du niveau d’aptitude pour diagnostiquer l’état courant des pratiques de l’organisation et conduire, sur la base de ce constat, la dynamique d’amélioration.. En effet, l’évaluation permet d’estimer le niveau de maîtrise des processus d’ingénierie du logiciel et correspond à l’un des outils de mise en œuvre de la stratégie d’amélioration de la Qualité.